# Epacris pulchella
Epacris pulchella är en ljungväxtart som beskrevs av Antonio José Cavanilles. Epacris pulchella ingår i släktet Epacris och familjen ljungväxter. Inga underarter finns listade i Catalogue of Life.

## Bildgalleri

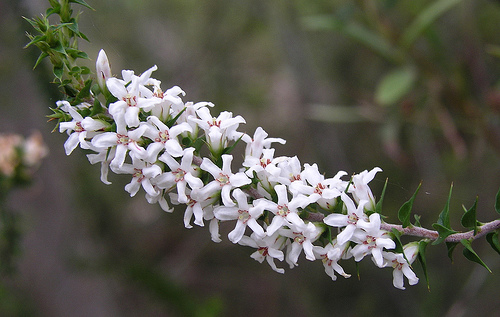